# وی۵۰۰ عقاب

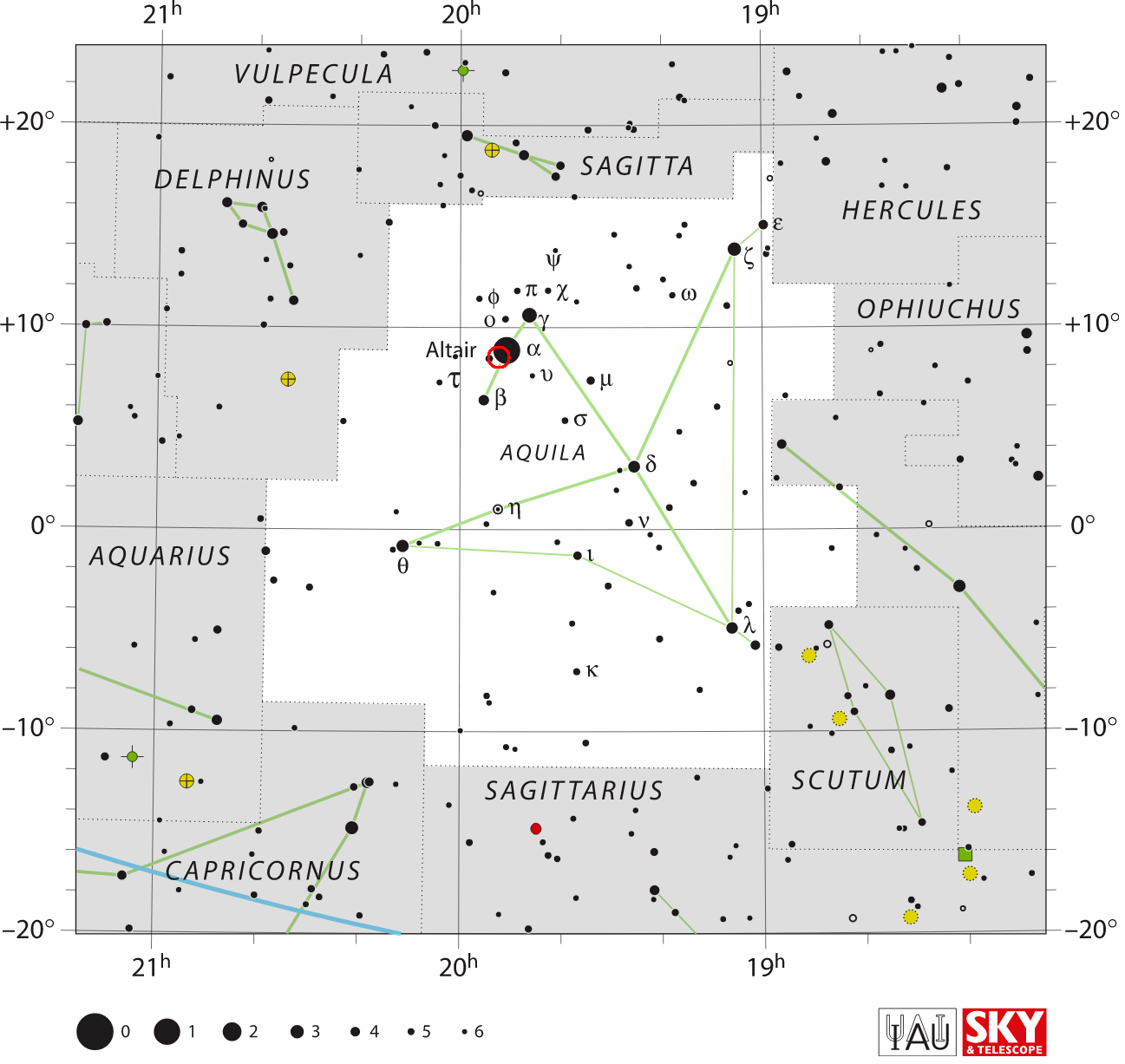
نمایی از محل قرارگیری ستاره وی۵۰۰ عقاب (دایره قرمز) در مدار – ۲۰۲۱

وی۵۰۰ عقاب یک ستاره است که در صورت فلکی عقاب قرار دارد.